# بخش روبرتفوش
بخش روبرتفوش (به سوئدی: Robertsfors kommun) یک ناحیه شهری در سوئد است که در شهرستان وستربوتن واقع شده‌است.